# Политов, Виктор Григорьевич
Виктор Григорьевич Политов (11 января 1949, Киев) — советский и украинский кинооператор и сценарист, Заслуженный деятель искусств Украины (2007).

## Биография
Родился 11 января 1949 года в Киеве.
В 1974 году окончил КГИТИ имени И. К. Карпенко-Карого (мастерская Ю.Ильенко, В.Калюты).
С 1975 года работал оператором на Киевской киностудии им. А.Довженко. Член Национального Союза кинематографистов Украины. С 2000 года вёл свою мастерскую на кафедре операторского искусства Института кино и телевидения Киевского Национального университета культуры и искусств.
Сейчас работает на телеканале «Интер» в Киеве.
В 2007 году присвоено звание Заслуженный деятель искусств Украины (2007)

## Фильмография

### Оператор
- 1973 — Горя бояться — счастья не видать
- 1976 — Предположим — ты капитан...
- 1976 — Чары-камыши (киноальманах «Днепровский ветер»)
- 1977 — Ералашный рейс
- 1979 — Пробивной человек
- 1979 — Дачная поездка сержанта Цыбули
- 1981 — Беспокойное лето
- 1983 — Водоворот
- 1984 — Все начинается с любви
- 1985 — Женихи
- 1986 — Полнолуние. Ноктюрн
- 1988 — Каменная душа
- 1989 — Часовщик и курица
- 1991 — Кому вверх, кому вниз
- 1991 — Из жития Остапа Вишни
- 1992 — Дорога никуда
- 1994 — Записки курносого Мефистофеля
- 1994 — Долой стыд!
- 1999 — Поэт и княжна

### Сценарист
- 1993 — Западня
- 1993 — Преступление со многими неизвестными

## Рекомендуемая литература
- Спілка кінематографістів України. К., 1985. — С.126;
- Телебачення і радіо України: Професіонали. К., 2001. — С.125.